# 홍콩 경제무역문화판사처
홍콩 경제무역문화판사처(중국어: 香港經濟貿易文化辦事處, 영어: Hong Kong Economic, Trade and Cultural Office, 준말: HKETCO)는 중화인민공화국 홍콩 특별행정구 정부가 대만 타이베이시에 설치했던 홍콩 경제무역대표부이다. 2011년에 설립된 이후에 홍콩과 대만 간의 경제·무역 촉진, 문화 교류 및 협력을 발전시키는 역할을 수행하던 대표부였으나 2021년에 홍콩 특별행정구 정부의 결정에 따라 폐쇄되었다.

## 역사
2011년 7월 4일에 대만 정부가 홍콩 주재 대표부 역할을 하던 기관인 중화여행사를 대륙위원회 산하 주홍콩 타이베이 경제문화판사처 명의로 바꿨다. 이에 홍콩 특별행정구 정부는 2011년 12월 19일에 대만 타이베이시에 홍콩 경제무역문화판사처를 설립했다. 설립 당시에는 타이베이시에 위치한 타이베이 101 37층에 설치된 임시 사무실을 임대해서 사용했는데 2012년 4월 9일에 타이베이시 신이구 쑹가오루 11호에 위치한 퉁이 인터내셔널 타워 25층에 설치된 상설 사무실로 이전했다. 2012년 5월 15일에는 홍콩 경제무역문화판사처 공식 현판식이 거행되었다.
홍콩 특별행정구 정부는 2021년 5월 18일에 대만 주재 홍콩 경제무역문화판사처를 일방적으로 무기한 잠정 폐쇄한다고 밝혔는데 코로나19 범유행과는 무관한 것으로 확인되었다. 홍콩 특별행정구 정부는 2021년 5월 21일에 홍콩의 언론 매체를 통해 공개한 공식 성명을 통해 "최근 들어 대만 당국이 홍콩 문제에 대한 심각한 간섭을 자행하여 대만과 홍콩 간의 관계에 극심한 피해를 주고 있다. 또한 판사처 직원들이 대만에서 활동하는 급진주의자들로부터 위협을 받은 사례가 확인되었다. 이에 따라 홍콩 특별행정구 정부는 대만 주재 홍콩 경제무역문화판사처를 잠정 폐쇄한다."고 밝혔다. 이에 대해 대만 정부는 "홍콩 정부의 일방적인 대만 주재 판사처 폐쇄 결정에 대해 깊은 유감을 표한다."고 밝혔다.

## 기능
홍콩 경제무역문화판사처는 홍콩과 대만 간의 무역·투자 촉진, 정보 유통, 문화 교류 및 협력을 발전시키는 역할을 수행했다. 또한 대만에 거주하는 홍콩 시민들을 위한 긴급 구호 서비스를 제공하고 필요에 따라 홍콩을 방문하는 대만인들을 처리하는 임무를 수행했다.
대만 주재 홍콩 경제무역문화판사처는 중국 대륙 주재 홍콩 경제무역판사처와 마찬가지로 정제내지사무국에서 운영했다. 반대로 해외 주재 홍콩 경제무역대표부는 상무경제발전국에서 운영한다.

## 역대 대표
1. 렁지얀 (중국어: 梁志仁, 임기: 2011년 12월 7일 ~ 2015년 8월 11일)
2. 정와이윈 (중국어: 鄭偉源, 임기: 2015년 8월 12일 ~ 2018년 7월 27일)
3. 쥐호우 (중국어: 朱浩, 대리, 임기: 2018년 7월 28일 ~ 2021년 5월 18일)

## 같이 보기
- 홍콩 경제무역대표부
- 마카오 경제문화판사처
- 주홍콩 타이베이 경제문화판사처